# Ara Bacchi
Ara Bacchi (lateinisch für: ‚Altar des Bacchus‘, auch Elterstein oder Altarstein) hieß ein bei Bacharach im Rhein gelegener Felsen, der im 19. Jahrhundert als römischer, dem Gott Bacchus gewidmeter Opferstein interpretiert wurde. Er war nur bei Niedrigwasser sichtbar und galt als Vorzeichen für eine gute Weinernte.

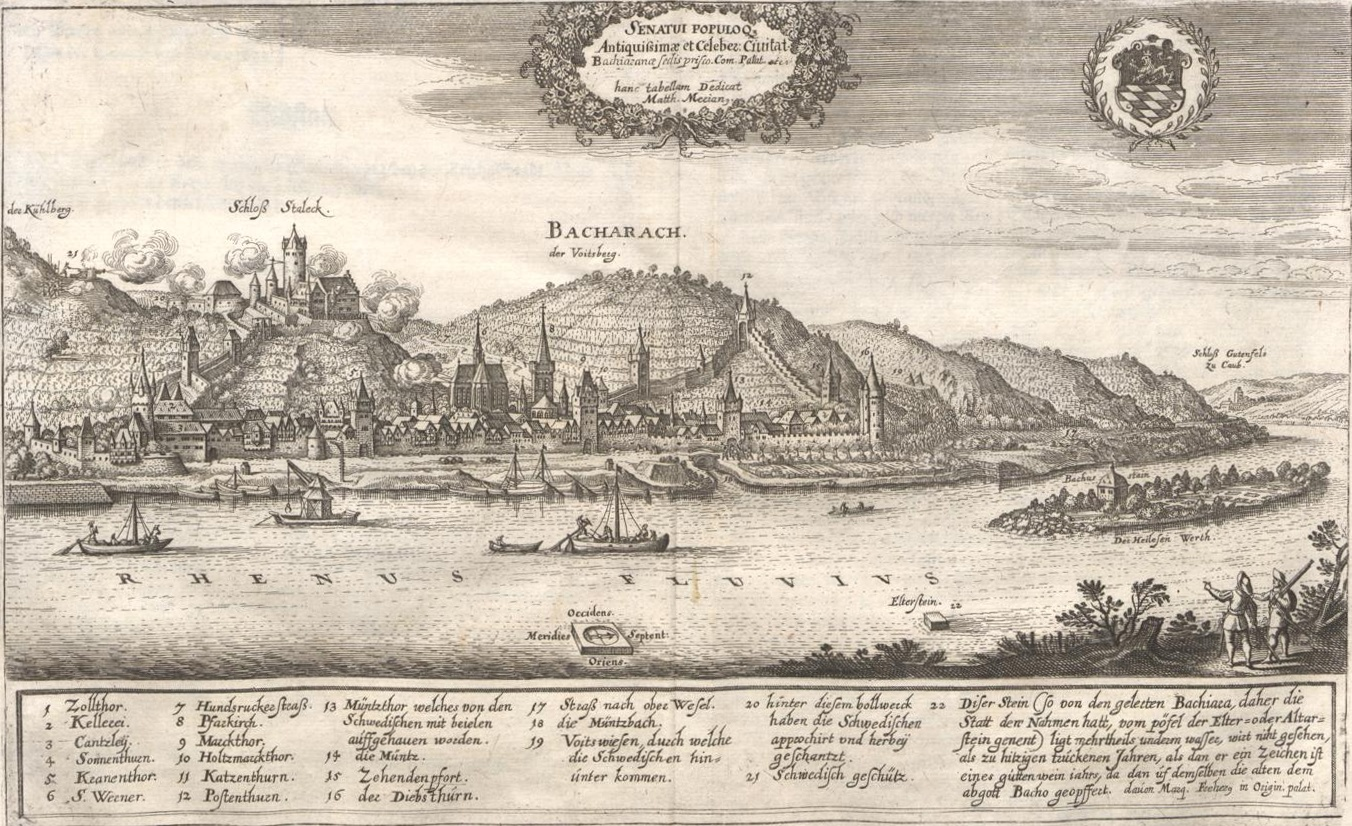
Merian-Stich von Bacharach (1645), der Elterstein im Vordergrund rechts (Nr. 22)

Victor Hugo schrieb auf seiner Rheinreise 1840: „Hier sieht man aus dem Wasser einen Felsen hervorragen, der nach einigen vulkanischen Ursprungs, nach anderen eine keltische Opferstätte und wieder nach anderem ein römischer Altar, die ara Bacchi ist.“
Ara Bacchi gehörte zu einer Gruppe von Felsklippen und Felsköpfen, die 1850 bei der Rheinregulierung weggesprengt wurden, da sie als verstreut in der Fahrrinne liegende Untiefen eine Gefahr für die Schifffahrt darstellten. Je nach Wasserstand und Sichtverhältnissen waren die Felsen kaum zu erkennen. Ein Plan der preußischen Rheinstrom-Bauverwaltung unterscheidet den Kleinen und den Großen Altarstein sowie die dazwischen liegende Altarbank. Bei den Sprengungen 1850 wurden 1275 Kubikfuß (39 Kubikmeter) entfernt. Zwischen 1864 und 1866 wurden unter Einsatz eines Taucherschachts weitere 2413 Kubikfuß (75 Kubikmeter) abgeräumt.